# Federazione italiana dello scautismo
La Federazione Italiana dello Scautismo (FIS) è l'organizzazione di coordinamento in Italia delle associazioni scout / guide (Associazione Guide e Scouts Cattolici Italiani - AGESCI e Corpo nazionale giovani esploratori ed esploratrici Italiani - CNGEI) e le rappresenta presso: l'Organizzazione Mondiale del Movimento Scout (OMMS/WOSM) e l'Associazione Mondiale Guide ed Esploratrici (AMGE/WAGGGS).

## Scopi
La FIS è garante verso le due organizzazioni mondiali della fedeltà al metodo ed ai principi fondamentali dello scautismo, nel necessario adattamento alle varie realtà della società italiana. La FIS ha lo scopo inoltre di sviluppare l'intesa e la collaborazione fra le associazioni ad essa federate nella prospettiva di una sempre maggiore unità dello scautismo italiano.

## Organizzazione
La FIS ha un comitato federale di dodici membri che, tra gli altri compiti, determina le linee qualitative e quantitative del contingente italiano ai grandi raduni internazionali (Jamboree, Eurofolk, Eurojam, Roverway, ecc.) per i giovani e delle delegazioni alle Conferenze europee e mondiali.

## Storia
La FIS è nata nel 1986 in seguito alla fusione della Federazione Esploratori Italiani (FEI), costituita nel 1944, con la Federazione Italiana Guide Esploratrici (FIGE), costituita nel 1945. La FEI era l'organizzazione maschile di coordinamento dell'Associazione Scouts Cattolici Italiani (ASCI) e del Corpo Nazionale Giovani Esploratori Italiani (CNGEI) ed era membro riconosciuto dell'OMMS; la FIGE era l'organizzazione femminile di coordinamento dell'Associazione Guide Italiane (AGI) e dell'Unione Nazionale Giovani Esploratrici Italiane (UNGEI) ed era membro riconosciuto dell'AMGE. La fusione è avvenuta in conseguenza alla scelta della coeducazione da parte sia dell'Associazione Guide e Scout Cattolici Italiani (AGESCI) che del CNGEI.